# Mistrovství Jižní Ameriky ve fotbale 1923
Mistrovství Jižní Ameriky ve fotbale 1923 bylo sedmé mistrovství pořádané fotbalovou asociací CONMEBOL. Vítězem se stala Uruguayská fotbalová reprezentace.

## Tabulka
| Tým       | Z | V | R | P | VG | IG | +/- | B |
| --------- | - | - | - | - | -- | -- | --- | - |
| Uruguay   | 3 | 3 | 0 | 0 | 6  | 1  | +5  | 6 |
| Argentina | 3 | 2 | 0 | 1 | 6  | 6  | 0   | 4 |
| Paraguay  | 3 | 1 | 0 | 2 | 4  | 6  | -2  | 2 |
| Brazílie  | 3 | 0 | 0 | 3 | 2  | 5  | -3  | 0 |
| Chile     | 0 | 0 | 0 | 0 | 0  | 0  | 0   | 0 |

- Chile se vzdalo účasti.

## Zápasy
| 29. října 1923                    |       |                                 |                                                             |
| Argentina                         | 4 – 3 | Paraguay                        | Parque Central, Montevideo rozhodčí: Angel Minoli (Uruguay) |
| Saruppo 18' Aguirre 58', 77', 86' |       | Rivas 10' Zelada 49' Fretes 65' | Parque Central, Montevideo rozhodčí: Angel Minoli (Uruguay) |

| 4. listopadu 1923       |       |          |                                                                 |
| Uruguay                 | 2 – 0 | Paraguay | Parque Central, Montevideo rozhodčí: Servando Pérez (Argentina) |
| Scarone 11' Petrone 87' |       |          | Parque Central, Montevideo rozhodčí: Servando Pérez (Argentina) |

| 11. listopadu 1923 |       |              |                                                                 |
| Brazílie           | 0 – 1 | Paraguay     | Parque Central, Montevideo rozhodčí: Servando Pérez (Argentina) |
|                    |       | I. López 56' | Parque Central, Montevideo rozhodčí: Servando Pérez (Argentina) |

| 18. listopadu 1923     |       |          |                                                              |
| Argentina              | 2 – 1 | Brazílie | Parque Central, Montevideo rozhodčí: Miguel Barba (Paraguay) |
| Onzari 11' Saruppo 76' |       | Nilo 15' | Parque Central, Montevideo rozhodčí: Miguel Barba (Paraguay) |

| 25. listopadu 1923  |       |          |                                                                 |
| Uruguay             | 2 – 1 | Brazílie | Parque Central, Montevideo rozhodčí: Servando Pérez (Argentina) |
| Petrone 56' Cea 75' |       | Nilo 59' | Parque Central, Montevideo rozhodčí: Servando Pérez (Argentina) |

| 2. prosince 1923      |       |           |                                                                          |
| Uruguay               | 2 – 0 | Argentina | Parque Central, Montevideo rozhodčí: Antônio Carneiro de Campos (Brazil) |
| Petrone 28' Somma 88' |       |           | Parque Central, Montevideo rozhodčí: Antônio Carneiro de Campos (Brazil) |